# Montagney
Montagney és un municipi francès situat al departament de l'Alt Saona i a la regió de Borgonya - Franc Comtat. L'any 2007 tenia 467 habitants.

## Demografia

### Població
El 2007 la població de fet de Montagney era de 467 persones. Hi havia 148 famílies, de les quals 40 eren unipersonals (7 homes vivint sols i 33 dones vivint soles), 45 parelles sense fills, 52 parelles amb fills i 11 famílies monoparentals amb fills.
La població ha evolucionat segons el següent gràfic:
Habitants censats

### Habitatges
El 2007 hi havia 204 habitatges, 160 eren l'habitatge principal de la família, 22 eren segones residències i 22 estaven desocupats. 186 eren cases i 16 eren apartaments. Dels 160 habitatges principals, 129 estaven ocupats pels seus propietaris, 24 estaven llogats i ocupats pels llogaters i 6 estaven cedits a títol gratuït; 3 tenien una cambra, 6 en tenien dues, 16 en tenien tres, 39 en tenien quatre i 97 en tenien cinc o més. 121 habitatges disposaven pel capbaix d'una plaça de pàrquing. A 58 habitatges hi havia un automòbil i a 84 n'hi havia dos o més.

### Piràmide de població
La piràmide de població per edats i sexe el 2009 era:
| Homes | Edats   | Dones |
| ----- | ------- | ----- |
| 4     | 95 o +  | 12    |
| 4     | 90 a 94 | 8     |
| 4     | 85 a 89 | 32    |
| 0     | 80 a 84 | 16    |
| 4     | 75 a 79 | 20    |
| 20    | 70 a 74 | 16    |
| 8     | 65 a 69 | 16    |
| 8     | 60 a 64 | 12    |
| 0     | 55 a 59 | 8     |
| 12    | 50 a 54 | 8     |
| 16    | 45 a 49 | 8     |
| 8     | 40 a 44 | 12    |
| 12    | 35 a 39 | 8     |
| 12    | 30 a 34 | 12    |
| 8     | 25 a 29 | 8     |
| 4     | 20 a 24 | 8     |
| 12    | 15 a 19 | 8     |
| 8     | 10 a 14 | 8     |
| 4     | 5 a 9   | 12    |
| 4     | 0 a 4   | 0     |

## Economia
El 2007 la població en edat de treballar era de 235 persones, 174 eren actives i 61 eren inactives. De les 174 persones actives 157 estaven ocupades (73 homes i 84 dones) i 15 estaven aturades (8 homes i 7 dones). De les 61 persones inactives 32 estaven jubilades, 12 estaven estudiant i 17 estaven classificades com a «altres inactius».

### Ingressos
El 2009 a Montagney hi havia 169 unitats fiscals que integraven 432 persones, la mediana anual d'ingressos fiscals per persona era de 18.427 €.

### Activitats econòmiques
Dels 12 establiments que hi havia el 2007, 1 era d'una empresa alimentària, 2 d'empreses de construcció, 5 d'empreses de comerç i reparació d'automòbils, 1 d'una empresa de transport, 1 d'una empresa d'informació i comunicació, 1 d'una empresa de serveis i 1 d'una empresa classificada com a «altres activitats de serveis».
Dels 2 establiments de servei als particulars que hi havia el 2009, 1 era un guixaire pintor i 1 empresa de construcció.
Dels 3 establiments comercials que hi havia el 2009, 1 era una botiga de més de 120 m², 1 una botiga de menys de 120 m² i 1 una fleca.
L'any 2000 a Montagney hi havia 6 explotacions agrícoles.

## Equipaments sanitaris i escolars
El 2009 hi havia una escola elemental integrada dins d'un grup escolar amb les comunes properes formant una escola dispersa.

## Poblacions més properes
El següent diagrama mostra les poblacions més properes.